# Hotchkiss 47 mm
Il Canon Hotchkiss à tir rapide de 47 mm era un pezzo leggero di artiglieria navale francese, sviluppato dalla Hotchkiss nel 1885. Rimase in servizio fino alla seconda guerra mondiale, venendo utilizzato anche dalla Regia Marina Italiana come cannone da 47/40.

## Storia
Il Canon Hotchkiss à tir rapide de 47 mm, come l'analogo pezzo da 57 mm, venne sviluppato dall'azienda francese Hotchkiss et Cie come arma secondaria per contrastare le piccole unità veloci, quali torpediniere e cacciatorpediniere, che in quegli anni si stavano diffondendo nelle marine mondiali.
L'arma venne prontamente adottata dalla Royal Navy e prodotta su licenza in quasi tremila unità dalla Elswick Ordnance Company come QF 3 pounder Hotchkiss; questo fu realizzato in due versioni, la Mark I monoblocco e la Mark II con canna cerchiata, entrambi sia con canna lunga 40 calibri che da 50 calibri. Equipaggiò, tra le altre, le navi da battaglia inglesi delle classi Royal Sovereign, Duncan, Formidable, Majestic e Lord Nelson.
In seguito, negli anni 1890 anche la Marine nationale equipaggiò con questo pezzo le navi da battaglia Bouvet, Suffren e quelle della classe Charlemagne.
Il cannone da 47 mm venne acquistato o realizzato su licenza anche per la United States Navy (navi da battaglia classe Maine), dalla Marina imperiale russa (classi Petropavlovsk, Perevest, Amur).
Presso la Regia Marina italiana il cannone da 47/40 fu impiegato sulle navi da battaglia della classe Emanuele Filiberto, Regina Elena, Regina Margherita e su molte unità minori, come gli incrociatori torpediniere classe Partenope. La versione allungata, il cannone da 47/50, equipaggiò la fortunata ed eccellente serie di incrociatori corazzati classe "Giuseppe Garibaldi".
A causa della munizione troppo debole, l'arma andò incontro ad obsolescenza già durante la prima guerra mondiale. Alcuni pezzi vennero adattati ad affusti campali da parte di russi ed inglesi. Durante la seconda guerra mondiale il pezzo da 47 mm era stato relegato all'impiego sulle unità minori, sui mercantili armati e per la protezione dei porti. Nella Regia Marina era ancora ampiamente impiegato sugli incrociatori ausiliari.
Alcuni esemplari furono usati anche dopo la guerra come pezzi per il tiro a salve.

## Tecnica

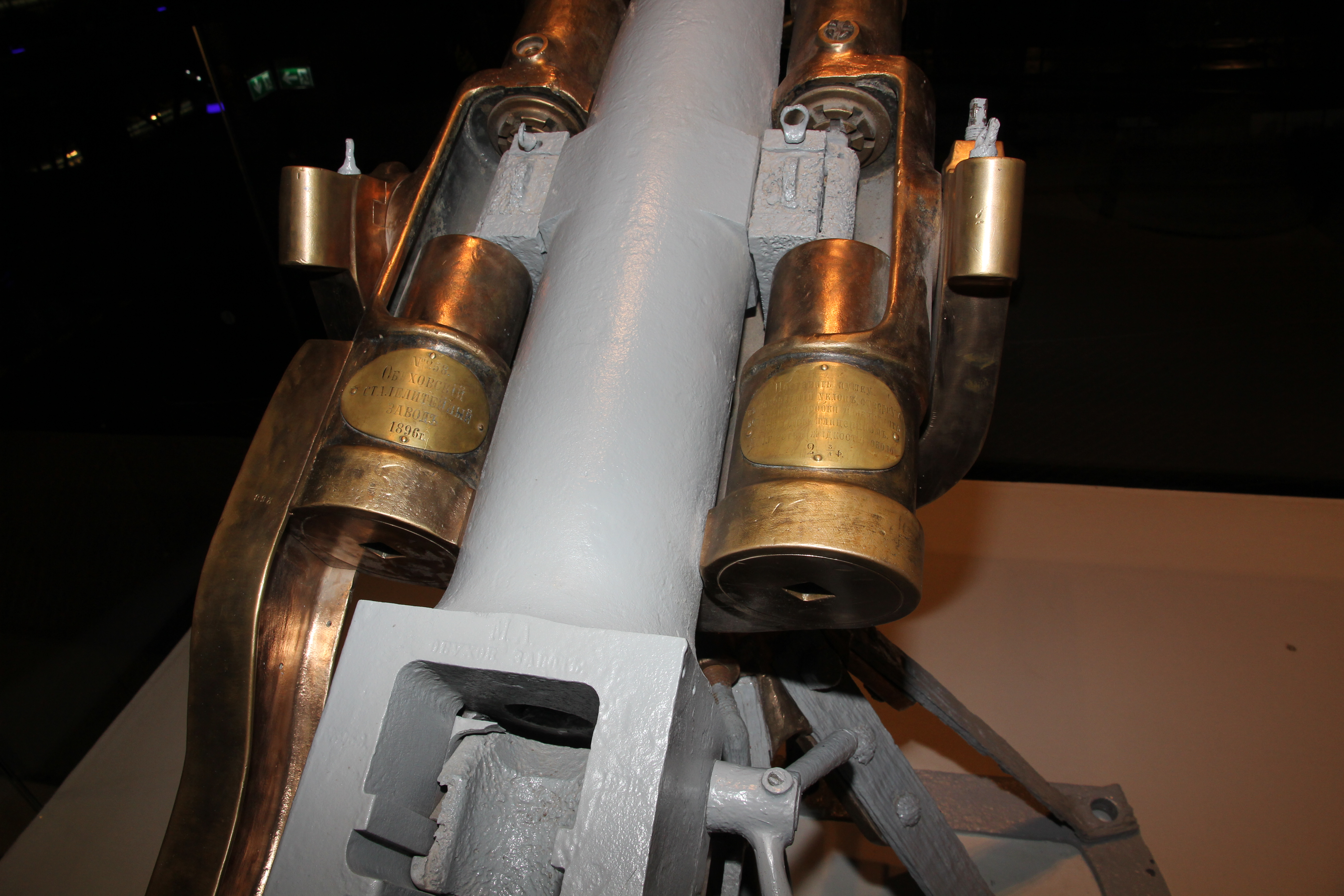
Particolare della culatta, l'otturatore, la culla ed i cilindri del freno di sparo.

La canna era in acciaio, monoblocco (Mk I) oppure cerchiata (Mk II), con otturatore a cuneo verticale. Tale bocca da fuoco era inserita su una culla con ai lati due cilindri di recupero. La culla era incavalcata su un affustino a forcella, che brandeggiava a sua volta a 360° su un affusto a piedistallo fissato al ponte o inchiavardato alle piazzole di tiro. Il puntamento era manuale e per facilitare il brandeggio del pezzo spesso dal lato della culatta veniva aggiunto un contrappeso a forma di martello. Lo sparo era comandato da un'impugnatura a pistola con grilletto, posta sotto alla culatta.
L'arma impiegava munizioni del tipo a cartoccio proietto, prodotti in vari modelli da decine di ditte nel mondo. Il colpo completo era lungo circa 54 cm, per 2,6 kg, dei quali 1,5 kg rappresentati dalla granata HE.
Le varie ditte licenziatarie realizzarono vari modelli di affusti ed affustini, che variavano soprattutto nell'elevazione della bocca da fuoco. La Elswick Ordnance Company produsse almeno cinque tipi di impianti: il Mk I ed il Mk I* erano impianti singoli "LA" (Low Angle), ovvero con settore di elevazione ridotto a -5°/+25°, adatto al tiro contro-nave, mentre il Mk IV era del tipo "HA" (High Angle), con elevazione maggiore che consentiva il tiro antiaereo. Questi affusti furono prodotti prima e durante la Grande Guerra. Durante la seconda guerra mondiale vennero realizzati gli affusti tipo "HA" I Mk V e VI, con elevazioni rispettivamente di -5°/+70° e -5°/+60°. Il Mk VI differiva dal precedente per l'adozione di freni di rinculo in gomma. Alcuni Mk I convertiti durante la guerra al tipo "HA" vennero ridenominati Mk IC.

## Galleria d'immagini

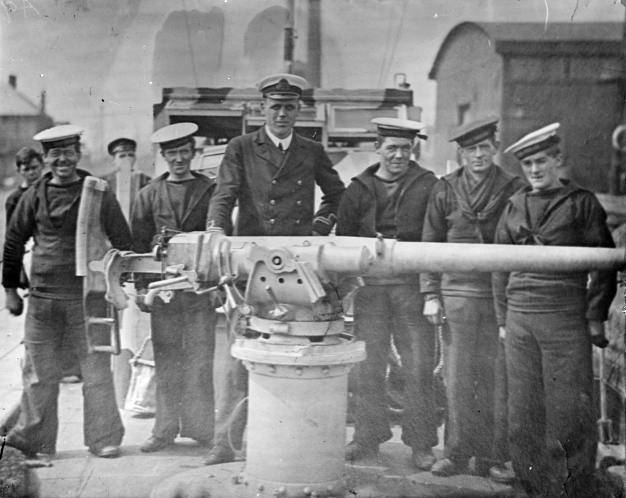
QF 3 pdr su affusto a piedistallo standard della Royal Navy, 1914
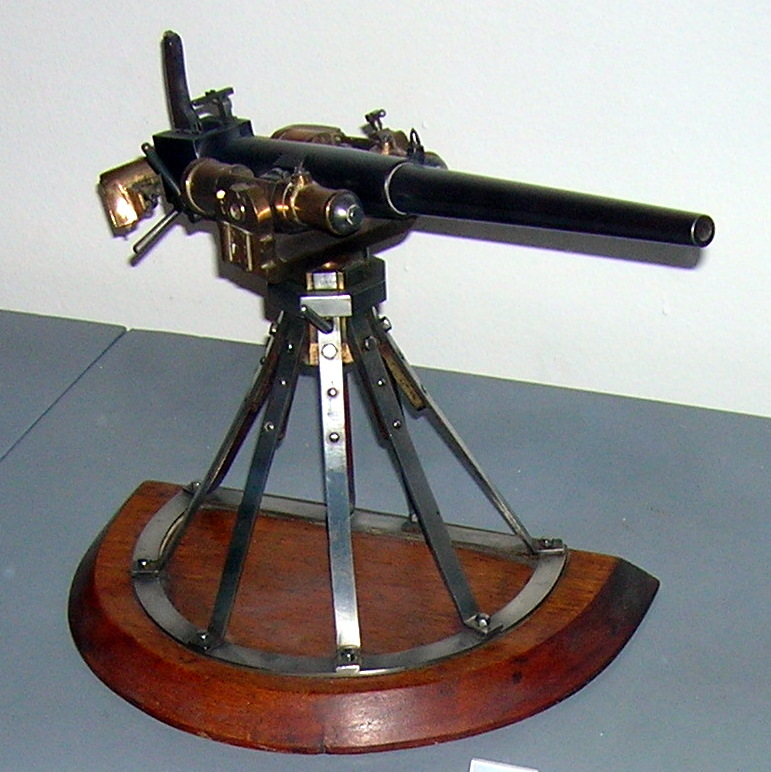
Un Canon de 47 mm Hotchkiss su affusto elastico a piedistallo standard francese
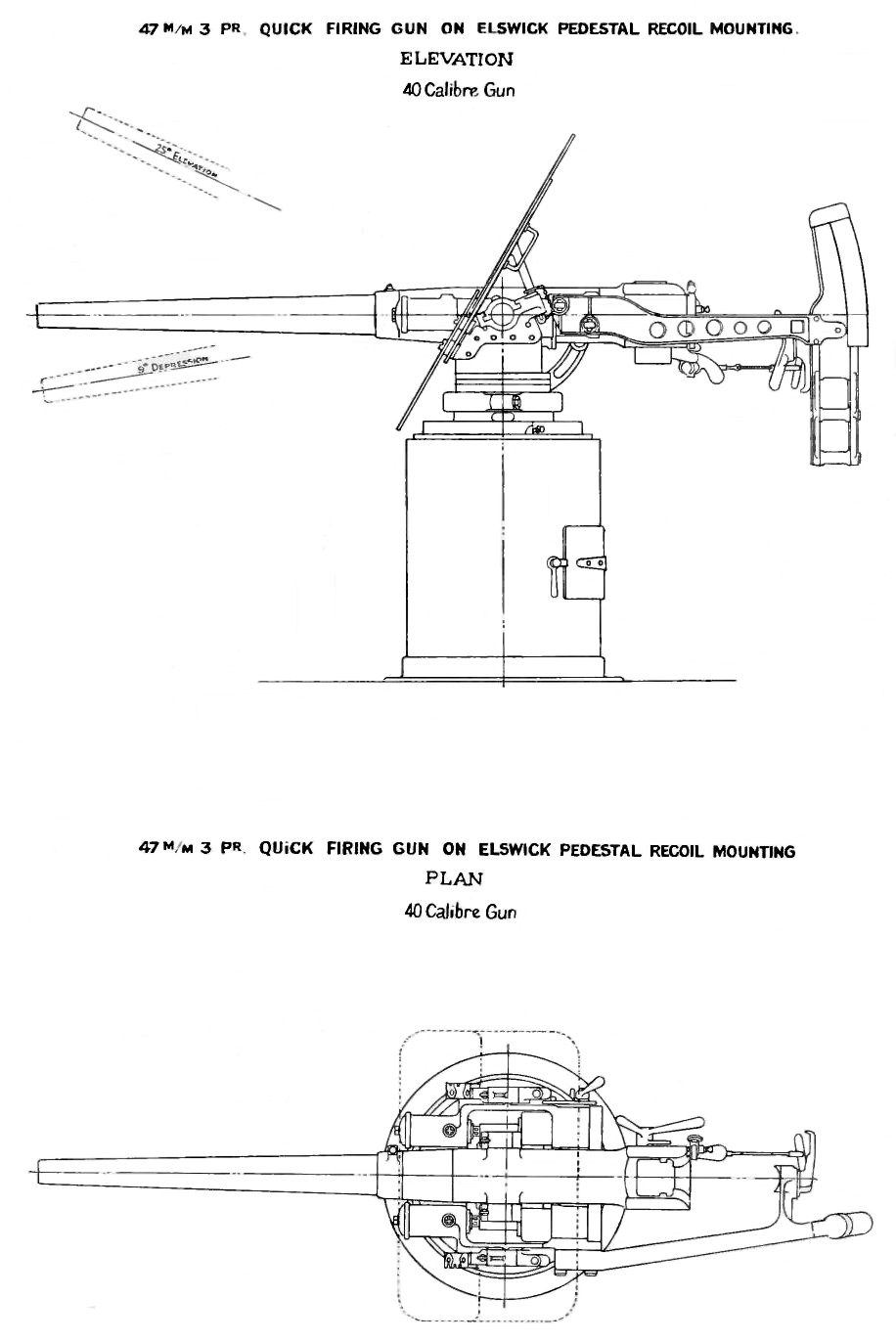
Schema di un QF 3 pdr su affusto elastico a piedistallo Elswick
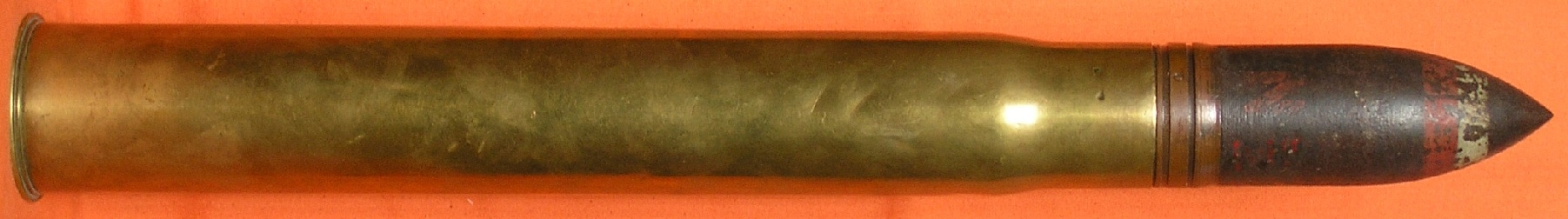
Munizione inglese da 47 mm
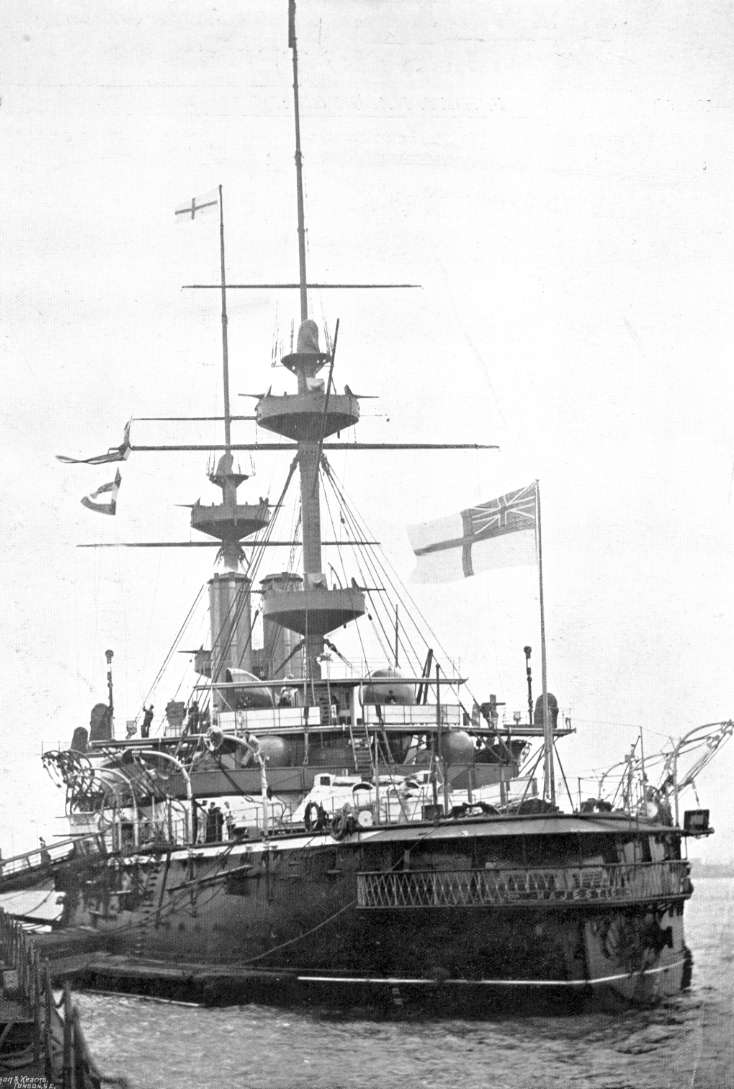
Pezzi Hotchkiss da 47 mm sulle coffe sulla nave da battaglia HMS "Majestic", eponima della classe
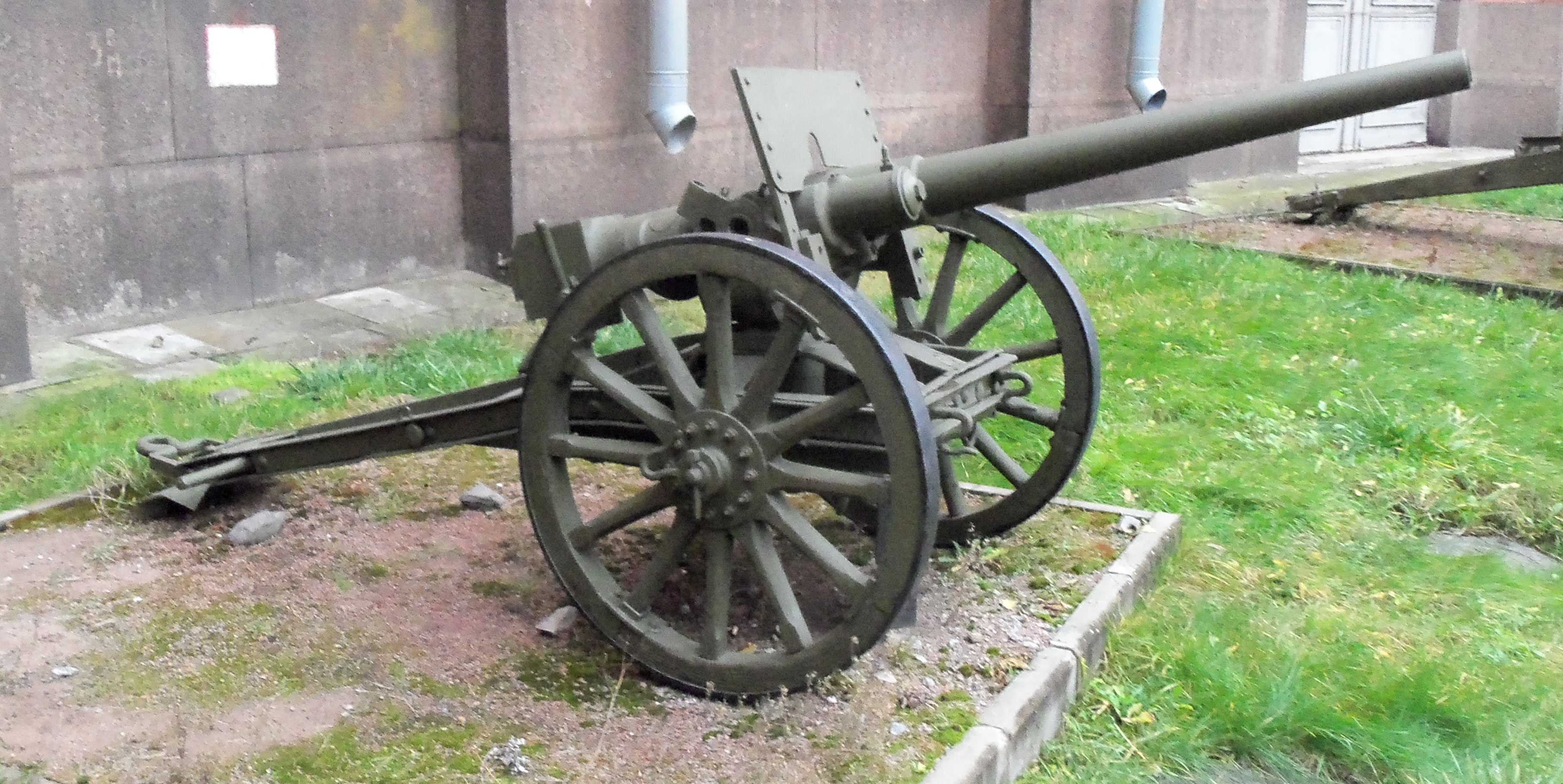
Un Hotchkiss russo su affusto campale scudato
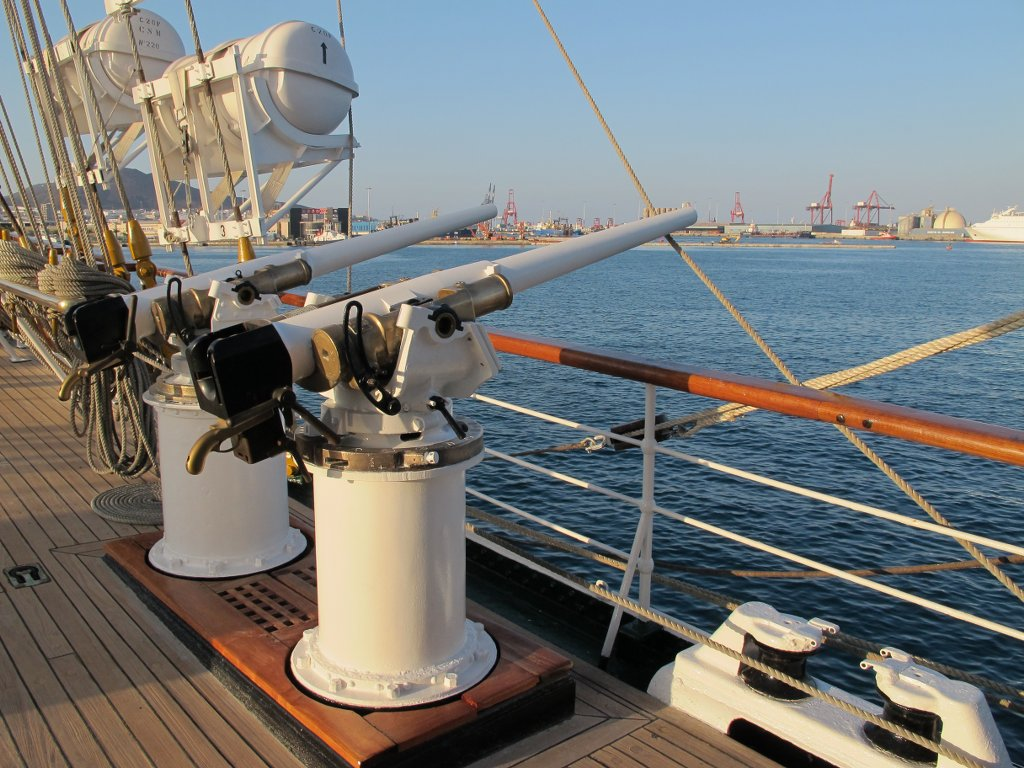
Due dei quattro pezzi da 47 della nave scuola argentina ARA "Libertad"